# 安卡拉—伊斯坦堡高速鐵路
安卡拉－伊斯坦堡高速鐵路（土耳其語：Ankara-İstanbul hızlı tren hattı）是一條位於土耳其安卡拉與彭迪克長533公里的高速鐵路，全線於2019年3月通車。

## 歷史

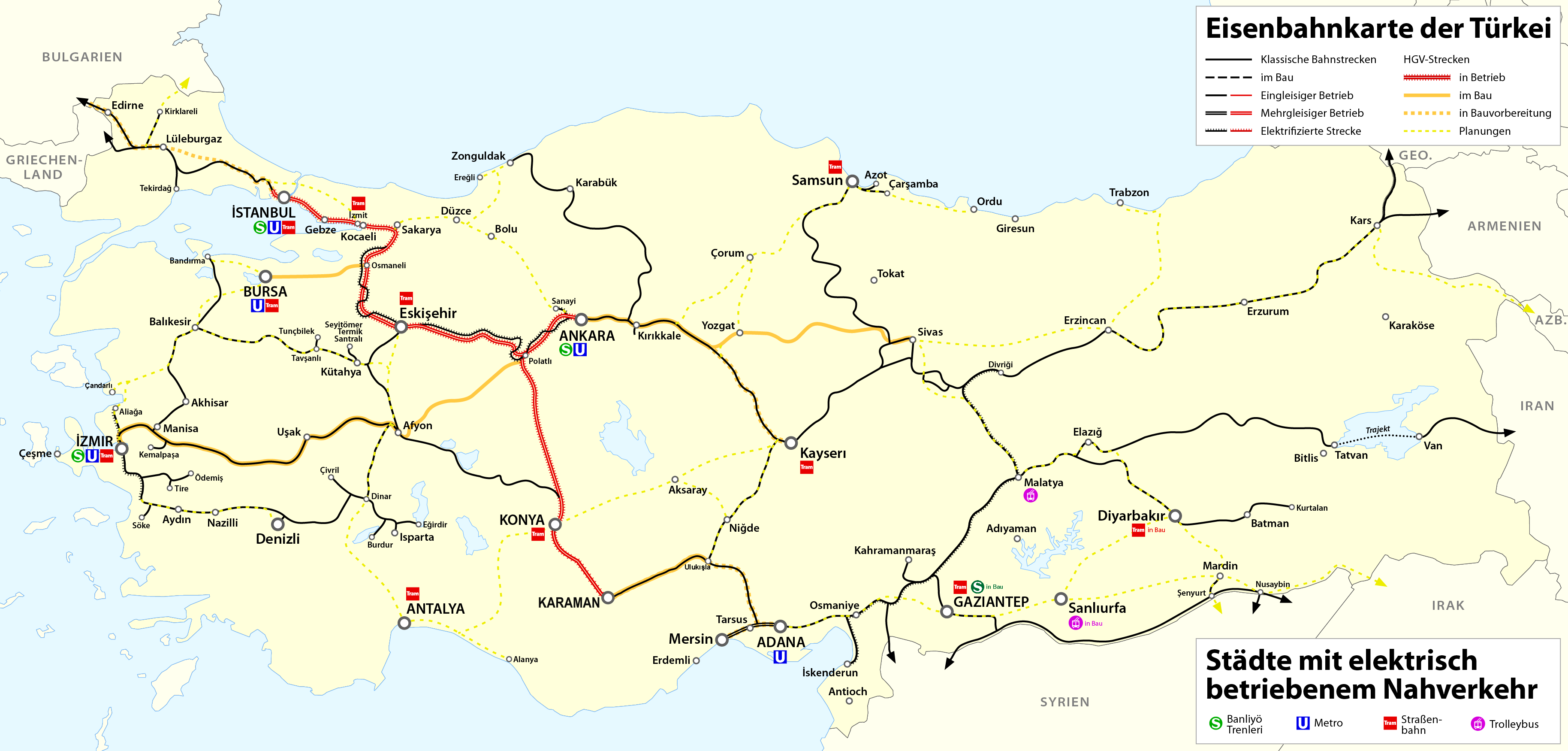
土耳其高鐵網絡計劃。

路線的建設分為兩期。第一期為辛詹至埃斯基謝希爾之間合共251公里，花費7.47億美元，自2003年起開工，2007年完工並於2009年3月13日啟用。
第二期為埃斯基謝希爾至彭迪克全長214公里，花費22.7億美元。費用偏高的原因是地形比第一期更具挑戰性，需要建設33條大橋及39條隧道。此期由時任土耳其總理埃爾多安於2014年7月25日宣佈開通，來往安卡拉至彭迪克需時3.5小時，每日發車6對。路線會繼續向馬爾馬拉鐵路延長。路線於2019年全線開通，總花費88億新土耳其里拉。
目前伊斯坦布尔的大部分列车使用亚洲区的索古特羅傑斯米車站到发。每日有两班列车经马尔马拉铁路至欧洲区的哈爾卡利車站到发。
该项目所需贷款中，12.5億歐元來自歐洲投資銀行，1.2億歐元來自歐盟。
中國鐵建及中国机械进出口（集团）有限公司於2005年與兩間土耳其公司聯合中標建設此線。此項計劃有7.5億美元由中國借出的貸款。